# Kodi Nikorima

a Compétitions nationales et continentales officielles uniquement.

b Matchs officiels uniquement.
Kodi Nikorima, né le 3 avril 1994 à Palmerston North (Nouvelle-Zélande), est un joueur de rugby à XIII néo-zélandais évoluant au poste de demi de mêlée, de demi d'ouverture ou d'arrière dans les années 2010. Il fait ses débuts en National Rugby League (« NRL ») avec les Sharks de Cronulla-Sutherland lors de la saison 2015 avec qui il atteint la finale de la National Rugby League en 2015. En 2019, il s'engage aux Warriors de New Zealand. Il compte également plusieurs sélections avec la Nouvelle-Zélande prenant part à la Coupe du monde 2017 ainsi qu'à la première édition de la Coupe du monde de rugby à neuf au cours de laquelle il atteint la finale.

## Biographie
Il déménage avec sa famille à l'âge de douze ans à Brisbane en Australie après avoir passé son enfance en Nouvelle-Zélande. Son frère, Jayden Nikorima, est également joueur de rugby à XIII.

## Palmarès
- Collectif :
  - Finaliste de la Coupe du monde de rugby à neuf : 2019 (Nouvelle-Zélande).
  - Finaliste de la National Rugby League : 2015 (Brisbane).

### En club

#### Statistiques
| Saison | Club                   | Compétition           | Matchs | Points | Essais | Goals | Drops |
| ------ | ---------------------- | --------------------- | ------ | ------ | ------ | ----- | ----- |
| 2015   | Brisbane Broncos       | National Rugby League | 20     | 4      | 1      | -     | -     |
| 2016   | Brisbane Broncos       | National Rugby League | 16     | 8      | 2      | -     | -     |
| 2017   | Brisbane Broncos       | National Rugby League | 19     | 28     | 7      | -     | -     |
| 2018   | Brisbane Broncos       | National Rugby League | 24     | 40     | 10     | -     | -     |
| 2019   | Brisbane Broncos       | National Rugby League | 7      | 8      | 2      | -     | -     |
| 2019   | New Zealand Warriors   | National Rugby League | 14     | 14     | 3      | 1     | -     |
| 2020   | New Zealand Warriors   | National Rugby League | 19     | 47     | 3      | 17    | 1     |
| 2021   | New Zealand Warriors   | National Rugby League | 21     | 100    | 4      | 42    | -     |
| 2022   | New Zealand Warriors   | National Rugby League | 5      | 4      | 1      | -     | -     |
| 2022   | South Sydney Rabbitohs | National Rugby League | 12     | 20     | -      | 10    | -     |
| 2023   | Dolphins               | National Rugby League | 0      | -      | -      | -     | -     |